# Melvin Rhyne
Melvin Rhyne (12 de octubre de 1936 – 5 de marzo de 2013),  fue un organista de jazz estadounidense mejor conocido por su trabajo con Wes Montgomery. 

## Biografía
Nació en Indianápolis en 1936 y poco después empezó a tocar el piano. A los 19 años, Rhyne comenzó a tocar el piano con el entonces desconocido saxofonista tenor Rahsaan Roland Kirk, pero rápidamente pasó al instrumento que lo haría famoso: el órgano Hammond B3. Las habilidades de piano de Rhyne se trasladaron al órgano con fluidez y en poco tiempo estaba respaldando a músicos de blues famosos como BB King y T-Bone Walker.  En 1959 le pidieron que se uniera al trío recién formado del músico de Indianápolis Wes Montgomery. 
Luego, se mudó a Wisconsin y se mantuvo reservado durante las siguientes dos décadas. En 1991, sin embargo, tocó en el álbum Roll Call de Herb Ellis, At the Main Event de Brian Lynch y en su propio álbum, The Legend . Continuó siendo prolífico en los años siguientes, lanzando ocho álbumes en solitario más en el sello Criss Cross Jazz.  Rhyne también grabó con The Mark Ladley Trio para el lanzamiento de 1992, Strictly Business  y el lanzamiento de 1993, Evidence .  Ambos llegaron a las listas de jazz de CMJ New Music Report y The Gavin Report. El grupo también apareció en un disco de muestra de la revista Jazziz durante ese tiempo.  Altenburgh Records lanzó póstumamente Final Call en 2013 por el mismo grupo. 
En 2008, se asoció con su compañero músico de jazz de Indianápolis, Rob Dixon, para formar el Proyecto Dixon-Rhyne, un cuarteto de jazz innovador que también incluye al guitarrista de Chicago Fareed Haque y al baterista Kenny Phelps. El cuarteto lanzó el álbum Reinvention en 2008 en el sello de jazz de Indianápolis Owl Studios.  El trío posterior de la carrera de Rhyne incluyó al guitarrista Peter Bernstein y al baterista Kenny Washington en la misma formación de órgano, guitarra y batería del Wes Montgomery Trio original. 
Murió en su ciudad natal de Indianápolis de cáncer de pulmón a la edad de 76 años 

## Discografía
| Año  | Artista                                                   | Título                      | Sello discográfico            |
| 1959 | The Wes Montgomery Trio                                   | Guitar on the Go            | Riverside                     |
| 1959 | The Wes Montgomery Trio                                   | Round Midnight              | Riverside                     |
| 1960 | Melvin Rhyne                                              | Organ-izing                 | Jazzland                      |
| 1963 | The Wes Montgomery Trio                                   | Boss Guitar                 | Riverside                     |
| 1963 | The Wes Montgomery Trio                                   | Portrait of Wes             | Riverside                     |
| 1969 | Johnny Shacklett                                          | At the Hofman House         | Universal Artists             |
| 1969 | Buddy Montgomery                                          | This Rather Than That       | Impulse!                      |
| 1991 | Herb Ellis                                                | Roll Call                   | Justice Records               |
| 1991 | Brian Lynch Quintet                                       | At the Main Event           | Criss Cross                   |
| 1991 | Melvin Rhyne Trio                                         | The Legend                  | Criss Cross                   |
| 1992 | Mark Ladley Trio                                          | Strictly Business           | Altenburgh Records            |
| 1992 | Melvin Rhyne                                              | To Cannonball with Love     | Paddle Wheel Records          |
| 1993 | Ronald Muldrow                                            | Yesterdays                  | Enja                          |
| 1993 | Mark Ladley Trio                                          | Evidence                    | Altenburgh                    |
| 1993 | Mark Ladley Trio                                          | "Coop's Blues"              | Jazziz (Sampler Disc, Vol. 7) |
| 1993 | Melvin Rhyne Quartet                                      | Boss Organ                  | Criss Cross                   |
| 1993 | The Tenor Triangle with The Melvin Rhyne Trio             | Tell it Like it Is          | Criss Cross                   |
| 1994 | The Tenor Triangle with The Melvin Rhyne Trio             | Aztec Blues                 | Criss Cross                   |
| 1994 | Project G-5                                               | A Tribute to Wes Montgomery | Evidence                      |
| 1995 | Eric Alexander Quartet                                    | In Europe                   | Criss Cross                   |
| 1995 | Royce Campbell Trio                                       | Make Me Rainbows            | Positive                      |
| 1995 | Melvin Rhyne Trio                                         | Mel's Spell                 | Criss Cross                   |
| 1995 | Melvin Rhyne Quintet                                      | Stick to the Kick           | Criss Cross                   |
| 1998 | Juli Wood Quintet (feat. Mel Rhyne)                       | Movin' and Groovin'         | Juli Wood Productions         |
| 1999 | Melvin Rhyne Trio                                         | Kojo                        | Criss Cross                   |
| 1999 | Mel Rhyne (feat. Royce Campbell)                          | Remembering Wes             | Savant                        |
| 2000 | Melvin Rhyne Quartet                                      | Classmasters                | Criss Cross                   |
| 2004 | Melvin Rhyne Trio                                         | Tomorrow Yesterday Today    | Criss Cross                   |
| 2006 | Killer Ray Appleton–Melvin Rhyne Quartet                  | Latin Dreams                | Lineage                       |
| 2007 | Melvin Rhyne Trio                                         | Front & Center              | Criss Cross                   |
| 2008 | The Dixon–Rhyne Project (with Rob Dixon and Fareed Haque) | Reinvention                 | Owl Studios                   |
| 2009 | Kyle Asche Organ Trio (feat. Mel Rhyne)                   | Blues For Mel               | Tippin'                       |
| 2013 | Mark Ladley Trio                                          | Final Call                  | Altenburgh                    |